# الیویه مارتینز
الیویه مارتینز (به فرانسوی: Olivier Martinez) (زاده ۱۲ ژانویه ۱۹۶۶) بازیگر فرانسوی است.
از فیلم‌های معروف او می‌توان به بازی در فیلم پولس، حواری مسیح، بی‌وفا، جزر و مد تاریک، ۱، ۲، ۳، خورشید اشاره کرد که فیلم ۱، ۲، ۳، خورشید برای او جایزه سزار را به ارمغان آورده است.